# Wouter Prins
Wouter Prins (Winschoten, 6 februari 2004) is een Nederlands voetballer die bij voorkeur als linkervleugelverdediger speelt. Hij brak in 2023 door vanuit de jeugd van FC Groningen.

## Carrière

### FC Groningen
Prins begon met voetballen bij VV Bellingwolde en speelde ook bij VV Noordster en VV Hoogezand,  waarna hij op elfjarige leeftijd de overstap maakte naar FC Groningen. Hij kwam in de D-junioren terecht met onder anderen Fofin Turay, Thom van Bergen en Jorg Schreuders. Hij doorliep alle jeugdselecties om in het seizoen 2023/24 in de Onder-21 terecht te komen. Op 2 september 2023 maakte hij zijn de debuut tijdens de thuiswedstrijd op Sportpark Corpus den Hoorn tegen Go Ahead Eagles. Trainer Sander van Gessel liet hem in het basiselftal beginnen als linkervleugelverdediger.
Tegelijkertijd was Prins tijdens de voorbereiding op het seizoen 2023/24 onderdeel van de selectie van het eerste elftal. Hij speelde mee in de oefenwedstrijd tegen Hibernian FC. Hij kwam in de 75ste minuut in het veld voor Marvin Peersman. Op 15 september 2023 zat Prins tijdens de thuiswedstrijd tegen ADO Den Haag voor de eerste keer op de reservebank tijdens een officiële wedstrijd. Hij kwam niet in actie.Op 20 oktober 2023 maakte Prins zijn debuut in het eerste elftal van FC Groningen tijdens de met 2-1 verloren uitwedstrijd tegen De Graafschap. Hij kwam in de 67e minuut in het veld voor Thom van Bergen. In zijn eerste seizoen promoveerde hij met FC Groningen terug naar de Eredivisie.

## Clubstatistieken
| Seizoen | Club         | Competitie     | Competitie | Competitie | Beker | Beker | Overig | Overig | Totaal | Totaal |
| Seizoen | Club         | Competitie     | Wed.       | Dlp.       | Wed.  | Dlp.  | Wed.   | Dlp.   | Wed.   | Dlp.   |
| ------- | ------------ | -------------- | ---------- | ---------- | ----- | ----- | ------ | ------ | ------ | ------ |
| 2023/24 | FC Groningen | Eerste divisie | 15         | 0          | 4     | 0     | 0      | 0      | 19     | 0      |
| 2024/25 | FC Groningen | Eredivisie     | 0          | 0          | 0     | 0     | 0      | 0      | 0      | 0      |
| Totaal  | Totaal       | Totaal         | 15         | 0          | 4     | 0     | 0      | 0      | 19     | 0      |

Bijgewerkt t/m 9 augustus 2024.